# CRM.pad
CRM.pad – mobilna aplikacja CRM firmy Update software AG na urządzenia Apple iPad, która umożliwia stały dostęp do funkcji CRM oraz danych klientów podczas pracy w terenie (tryb online i offline).
Premiera aplikacji miała miejsce w maju 2012 r.
CRM.pad umożliwia niezależne od lokalizacji wyszukiwanie i przechowywanie danych, a także administrowanie kontaktami oraz dokumentowanie spotkań - w drodze i w czasie rzeczywistym. Aplikacja pozwala wyszukiwać klientów w okolicy miejsca, w którym akurat znajduje się użytkownik za pomocą lokalizacji satelitarnej GPS. Integracja z Google Maps umożliwia prezentację adresów na mapie.
Aplikacja na iPada przetwarza dane klienta oraz udostępnia je w centralnym systemie CRM. Integracja z przeglądarką internetową umożliwia wyświetlanie dokumentów bezpośrednio w aplikacji w formatach pdf, ppt, xls, doc, a także jako zdjęcia lub materiały wideo.

## Zabezpieczenia
Aplikację CRM.pad firmy update CRM charakteryzuje wysoki poziom bezpieczeństwa poufnych danych klientów zapisanych na urządzeniu. Oprócz szyfrowania SSL podczas przesyłania informacji, iPad chroni dane zapisane w urządzeniu przed dostępem ze strony niewłaściwych osób przez sprzętowe, 256-bitowe szyfrowanie AES. Konfiguracja szyfru zabezpieczeń jest niedostępna użytkownikom. W przypadku utraty urządzenia, administrator lub użytkownik może zdalnie usunąć wszystkie dane i zablokować urządzenie.

## Nagrody
- Red Dot Award w 2013 w kategorii communication design[1][2].

## Szczegóły techniczne
- Konfigurowalne pola, listy i maski
- Synchronizacja automatyczna lub ręczna
- System operacyjny iOS 5.0 lub nowszy
- Transmisja danych: 3G lub WIFI
- System update CRM: update.CRM
- Kodowanie sprzętowe: SSL-/256-bitowe AES
- Możliwość zdalnego blokowania i kasowania danych